# Грин (округ, Айова)
Грин (англ. Greene County) — округ в США, штате Айова. На 2000 год численность населения составляла 10 366 человек. По оценке бюро переписи населения США в 2009 году население округа составляло 9251 человек. Окружным центром является город Джефферсон.

## История
Округ Грин был сформирован 15 января 1851 года.

## География
По данными Бюро переписи населения США площадь округа Грин составляет 1472 км².

### Основные шоссе
- U.S. Route 30
- Автострада 4
- Автострада 25
- Автострада 144

### Соседние округа
- Калхун  (северо-запад)
- Уэбстер  (северо-восток)
- Бун  (восток)
- Даллас  (юго-восток)
- Гатри  (юг)
- Карролл  (запад)

## Демография
По данным переписи населения 2000 года в округе проживало 10 366 жителей. Среди них 22,7 % составляли дети до 18 лет, 21,7 % люди возрастом более 65 лет. 51,0 % населения составляли женщины.
Национальный состав был следующим: 98,6 % белых, 0,2 % афроамериканцев, 0,2 % представителей коренных народов, 0,3 % азиатов, 2,5 % латиноамериканцев. 0,7 % населения являлись представителями двух или более рас.
Средний доход на душу населения в округе составлял $16866. 10,7 % населения имело доход ниже прожиточного минимума. Средний доход на домохозяйство составлял $45911.
Также 85,6 % взрослого населения имело законченное среднее образование, а 14,6 % имело высшее образование.